# Lars Roberg
Lars Roberg (Estocolm 4 de gener de 1664 – Uppsala 21 de maig de 1742) va ser un metge suec.
Roberg, que era fill de l'apotecari reial Daniel Roberg, es va matricular a la Universitat d'Uppsala de ben jove l'any 1675, i va viatjar el 1680 a Alemanya, França i Anglaterra, va estudiar a la Universitat de Wittenberg i Leiden. Es doctorà en medicina el 1693.
Va ser professor de Medicina a la Universitat d'Uppsala de 1697 fins a 1740. Va ser membre de la Reial Acadèmia Sueca de Ciències. Fundà el Nosocomium academicum, que més tard va ser l'Hospital Acadèmic d'Uppsal, el 1708.
Lars Roberg va ser professor de Carl Linnaeus i Peter Artedi, entre d'altres.